# Ола (річка)
Ола — річка в Білорусі у Кіровському, Бобруйському, Жлобинському й Світлогорському районах Могильовської й Гомельської областей. Ліва притока річки Березини (басейн Дніпра).

## Опис
Довжина річки 100 км, похил річки 0,4 м/км , площа басейну водозбіру 1230 км² , середньорічний стік 5,9 м³/с . Формується притоками та безіменними струмками .

## Розташування
Бере початок за 1,2 км на західній стороні від села Віленки. Тече переважно на південний схід через місто Кіровськ і за 2 км на північній стороні від села Чирковичі впадає у річку Березину, праву притоку річки Дніпра.